# Sant Esteve de Salses
L'església de Sant Esteve de Salses és la parroquial de la vila de Salses, pertanyent a la comuna del mateix nom, a la comarca del Rosselló (Catalunya Nord).
Està situada al mig de la vila vella de Salses, erigida al segle xii per voluntat del rei Alfons el Bataller.
Consagrada el 4 de juliol del 1114 pel bisbat d'Elna Pere Bernat, l'església romànica fou enderrocada el 1497 per ordre de Ferran II per tal de donar pas al poble i al castell nous que es construïren aleshores. L'església actual fou alçada entre 1562 i 1584, reparada al segle xvii i encara modificada el XIX i el XX.